# آمن کورنر، بارکشر
آمن کورنر (به انگلیسی: Amen Corner) یک روستا در بریتانیا است که در برکنل فورست واقع شده‌است.